# Parrocchia di Calcasieu
La parrocchia di Calcasieu (in inglese Calcasieu Parish; in francese Paroisse de Calcasieu) è una parrocchia posta al confine sud-occidentale dello stato della Louisiana, negli Stati Uniti. La popolazione al censimento del 2010 era di 192 768 abitanti. Il capoluogo è Lake Charles.

## Geografia
La parrocchia si trova nel sud-ovest dello Stato, al confine con il Texas. La parrocchia è ricca di corsi d'acqua, laghi e fiumi, soprattutto nel centro-sud.

### Parrocchie e contee confinanti
- Parrocchia di Beauregard - nord
- Parrocchia di Jefferson Davis - est
- Parrocchia di Cameron - sud
- Contea di Orange (Texas) - ovest
- Contea di Newton (Texas) - nord-ovest

## Origini del nome
Il nome calcasieu dovrebbe derivare da una parola atakapa (scritta quelqueshue in una traslitterazione francese), che significa "aquila che piange/strilla". Questo in realtà era il nome di un capo Atakapa, Katkōsh Yōk, che produceva un grido peculiare quando entrava in battaglia.
Quando gli spagnoli controllavano questa zona si riferivano al fiume come Rio Hondo ("fiume profondo"). Gli statunitensi in seguito hanno adottato una traslitterazione inglese del nome francese della parrocchia per indicare sia il fiume sia la parrocchia. È tuttavia avanzata anche l'ipotesi che il termine Calcasieu sia semplicemente un'ortografia anglicizzata di "quelque chose" che in francese significa semplicemente "qualcosa".

## Storia
La parrocchia fu creata il 24 marzo 1840 ricavandola dalla parrocchia di Saint Landry, una delle diciannove parrocchie civili originarie, istituite dal parlamento della Louisiana nel 1807 dopo che gli Stati Uniti ottennero il territorio della Louisiana francese (l'intero bacino del Mississippi-Missouri), con l'acquisto della Louisiana del 1803.
Il capoluogo originario era Comasaque Bluff, un insediamento a est del Mississippi, in seguito chiamato Marsh Bayou Bluff. L'8 dicembre 1840 la località fu ribattezzata Marion. Nel 1852 Jacob Ryan, un piantatore e uomo d'affari locale, donò la terra necessaria e si offrì di spostare il palazzo di giustizia in modo da trasferire la sede del capoluogo a Lake Charles. Nel corso degli anni, con il crescere della popolazione in questa zona, la parrocchia originaria di Calcasieu è stata suddivisa in cinque parrocchie civili minori, mentre l'area originaria della parrocchia di Calcasieu venne chiamata Imperial Calcasieu.

### Storia antica
La storia più antica della parrocchia di Calcasieu risale al periodo dell'occupazione spagnola della Louisiana, dopo che la Francia aveva ceduto questo territorio in seguito alla sconfitta contro il Regno Unito nella guerra dei sette anni. Nel 1797, a José Mora fu concesso un ampio tratto di terra tra il Rio Hondo (l'attuale fiume Calcasieu) e il fiume Sabine. L'area, che era nota da anni come "striscia neutrale" fra Louisiana e Texas, divenne un rifugio per i fuorilegge e i banditi statunitensi della Carolina, della Georgia e del Mississippi, Stati che avevano ottenuto da poco l'indipendenza dalla Gran Bretagna.
Quel territorio fu conteso per anni tra la Spagna e Stati Uniti dopo che la Francia aveva ceduto tutta la Louisiana a questi ultimi nel 1803. La "striscia neutrale" fu definitivamente acquisita dagli Stati Uniti dalla Spagna con il trattato Adams-Onís nel 1819. il trattato venne formalmente ratificato il 22 febbraio 1821. Il Congresso degli Stati Uniti votò una legge, approvata il 3 marzo 1823, con cui questa striscia di terra fu unita al distretto del Territorio della Louisiana a sud del fuime Red.
I primi coloni in quell'area includevano le famiglie Ryan, Perkin, LeBleu, Deviers e Henderson. Anche i coloni acadiani, provenienti dalle parrocchie orientali della Louisiana, emigrarono in questa zona. Di origine francese ed esiliati dagli inglesi dall'Acadia, molti di questi rifugiati si erano stabiliti in Louisiana. Di conseguenza la parrocchia aveva una diversa composizione etnica di creoli francesi e spagnoli, acadiani, anglo-americani, schiavi di afroamericani e nativi.

### "Calcasieu imperial"
La parrocchia di Calcasieu, come detto, fu creata nel 1840 ed era la più vasta della Louisiana, più vasta addirittura di alcuni Stati più piccoli, come il Delaware e il Rhode Island. Tale rilevante estensione, che alla fine fu ridotta con la creazione di cinque nuove parrocchie, portò alla denominazione della parrocchia originale come "Calcasieu imperiale".
Il 24 agosto 1840 si tenne la prima riunione di una giunta della parrocchia: in essa si adottarono tutte le leggi allora in vigore nella parrocchia di Saint Landry, si nominarono un agente, un tesoriere e due periti. Ai periti furono concessi due mesi per valutare tutte le proprietà nella parrocchia con uno stipendio di 90 dollari. Il 14 settembre 1840 fu autorizzata un'indagine sui terreni noti allora come Marsh Bayou Bluff per stabilirvi una sede parrocchiale di giustizia (un tribunale e una prigione). L'8 dicembre 1840 la giunta parrocchiale scelse di rinominare quella comunità come Marion. Nel 1843 il parlamento statale votò per spostare la sede di giustizia parrocchiale.
Alla fine, nel 1852 Jacob Ryan riuscì a far trasferire la sede di giustizia parrocchiale da Marion alla sponda orientale del Lake Charles. Questa nuova sede nel 1857 si costituì come città di Charleston e nel 1868 di nuovo come Lake Charles. Si trova a circa 10 km da Marion, ora conosciuta come la Città Vecchia. Il nome Lake Charles commemora uno dei primi coloni europei, Charles Sallier, un francese che acquistò terra in questa zona all'inizio del XIX secolo.

## Comuni[7]

### Cities
- DeQuincy
- Lake Charles (capoluogo)
- Sulphur
- Westlake

### Towns
- Iowa
- Vinton

### Census-designated places
- Carlyss
- Gillis
- Hayes
- Moss Bluff
- Prien
- Starks